# Таро Нуво
Таро Нуво (фр. Tarot Nouveau) — стиль карт Таро, разработанный специально для карточных игр (в первую очередь для французского таро).

## История создания
Дизайн колоды разработан в 1865 году франкфуртской фабрикой C.L. Wüst, специализировавшейся на выпуске игральных карт. Первоначально колода также носила названия «Bourgeous Tarot» или «Encyclopedic Tarot». Оформление обладало несколькими принципиальными особенностями:
- Все карты, включая козыри, выполнены в двустороннем виде. Однако изображения на козырях несимметричны.
- На козырях размещены жанровые сцены из городской жизни XIX века.
- Придворные карты и Дурак выполнены в стиле французской колоды.

В первоначальном варианте оформления колоды индексы на мастях не размещались. Козыре же нумеровались арабскими цифрами, размещёнными по центру края карты. В более поздних вариантах оформления стали появляться индексы на придворных картах, а индексы козырей перемещались в левый угол карты, (в правом мог быть размещён символ принадлежности к козырям). Кроме того, мюнхенской фирмой F.X. Schmid был предложен вариант оформления с заменой сцен из жизни городской буржуазии более «демократичными» пасторальными зарисовками.
Название «Таро Нуво» было предложено французской фирмой Grimaud в 1898 году. В данном варианте колоды, в отличие от Bourgeous Tarot, каждый козырь содержал два сюжета на одну и ту же тему, разворачивающиеся как в городской обстановке (фр. Représentation urbaine), так и в сельской (фр. Représentation rurale). Современный дизайн Таро Нуво, используемый для карточных игр, разработан французской фирмой Ducale.

## Состав колоды
Колода «Таро Нуво» состоит из 78 карт, как и подавляющее большинство других колод Таро.
56 карт подразделяются на четыре масти обыкновенной французской колоды: черви, бубны, трефы и пики (соответствие в итало-испанской колоде и в Таро — кубки, денарии, жезлы и мечи). Каждая масть состоит из десяти числовых карт и четырёх придворных. К последним относятся (в порядке убывания достоинства) король, королева (дама), рыцарь и паж (валет). Самой младшей числовой картой является туз, обладающий индексом 1. Дурак, подобно джокеру, является особой картой, не принадлежащей ни к мастям, ни к козырям..
Индексы козырей, по сравнению с мастями, отличаются более крупными размерами. В качестве индекса Дурака используется пятиконечная звезда. На всех картах современного дизайна индексы присутствуют в обоих углах.

## Оформление козырей
Как правило, на двух половинах каждой козырной карты стиля Таро Нуво изображаются две различные сцены — в городской обстановке и в сельской местности, но объединённые одной и той же темой. В свою очередь, темы оформления сгруппированы (в основном по четыре) в более общие темы.
| Общая тема оформления | Достоинство карты | Тема оформления карты | Сюжет карты                 | Сюжет карты                         | Иллюстрация (Tarot nouveau, 1898) |
| Общая тема оформления | Достоинство карты | Тема оформления карты | Représentation urbaine      | Représentation rurale               | Иллюстрация (Tarot nouveau, 1898) |
| --------------------- | ----------------- | --------------------- | --------------------------- | ----------------------------------- | --------------------------------- |
| Четыре возраста       | 2                 | Детство               | Дети, играющие в парке      | Дети, играющие на деревенской улице |                                   |
| Четыре возраста       | 3                 | Юность                | Молодёжь, гуляющая по парку | Три девушки в городской одежде      |                                   |
| Четыре возраста       | 4                 | Зрелость              | В конторе                   | Женщина с детьми                    |                                   |
| Четыре возраста       | 5                 | Старость              | Дедушка и внуки             | Бабушка и внуки                     |                                   |
| Четыре времени суток  | 6                 | Утро                  | Завтрак                     | Сенокос                             |                                   |
| Четыре времени суток  | 7                 | День                  | Салонная беседа             | Отдых в поле                        |                                   |
| Четыре времени суток  | 8                 | Вечер                 | В музыкальном салоне        | Семейство у порога дома             |                                   |
| Четыре времени суток  | 9                 | Ночь                  | Возвращение с охоты         | Ночной дозор                        |                                   |
| Четыре стихии         | 10                | Земля                 | Горняки                     | —                                   |                                   |
| Четыре стихии         | 10                | Воздух                | —                           | Пастух в горах                      |                                   |
| Четыре стихии         | 11                | Вода                  | Лодки на озере              | —                                   |                                   |
| Четыре стихии         | 11                | Огонь                 | —                           | Пикник                              |                                   |
| Четыре развлечения    | 12                | Танец                 | Суаре                       | Народный танец                      |                                   |
| Четыре развлечения    | 13                | Покупки               | Магазин                     | Сельская лавка                      |                                   |
| Четыре развлечения    | 14                | На открытом воздухе   | Охота                       | Рыбалка                             |                                   |
| Четыре развлечения    | 15                | Творчество            | Фотография                  | Живопись                            |                                   |
| Четыре времени года   | 16                | Весна                 | Садовник в парке            | Стрижка овец                        |                                   |
| Четыре времени года   | 17                | Лето                  | На скачках                  | Сушка сена                          |                                   |
| Четыре времени года   | 18                | Осень                 | На рынке                    | Обмолот зерна                       |                                   |
| Четыре времени года   | 19                | Зима                  | Катание на коньках          | Сочельник                           |                                   |
| —                     | 20                | Игры                  | Карты                       | Кегли                               |                                   |
| Представления         | 21                | Массовые              | Карнавал                    | Военный парад                       |                                   |
| Представления         | 1                 | Камерные              | Белый клоун                 | Паяц и балерина                     |                                   |